# Laurindo Almeida
 Laurindo Almeida (São Paulo, 1917. szeptember 2. – Los Angeles vagy Van Nuys, 1995. július 26.) brazil klasszikus- és dzsesszgitáros. Ötször nyerte el a Grammy-díjat 1960–1981 között, illetve 14 alkalommal volt jelöltje.

## Pályafutása
Almeidát édesanyja koncertzongorista volt, így korán eljutott a zenéhez. 19 éves korában Európába utazott. Párizsban Django Reinhardt döntően hatott rá. A második világháború ideján visszatért Brazíliába. 1947-ben Carmen Miranda együttesével lépett fel. Ez a munka eljuttatta az Egyesült Államokba, ahol stúdió-zenész lett a Hollywoodban. Élete során több mint 800 filmzenéje született.
Sok éven át turnézott a Modern Jazz Quartettel.
Laurindo Almeida Antônio Carlos Jobim mellett az elsők egyike volt a bossa nova elterjesztésében.

## Díjak
- 1960 The Spanish Guitars of Laurindo Almeida Best Classical Performance Instrumental Soloist or Duo
- 1960 Conversations with the Guitar Best Classical Performance Vocal or Instrumental Chamber Music
- 1961 Discantus Best Contemporary Classical Composition (és Igor Stravinsky: négy orosz dal)
- 1961 Reverie for Spanish Guitars Best Classical Performance Instrumental Soloist without Orchestra
- 1964 Guitar from Ipanema Best Instrumental Jazz Performance-Large Group

- 1992 Latin American & Caribbean Cultural Society Award
- 2010 A Fanfare magazintól az 1958-as spanyol gitár duett jutalma: Classical Recording Hall of Fame.

## Lemezválogatás
- Concerto No. 1 (1979)
- Crepusculo em Copacabana (1957)
- Preludio y Tremolo (1956)
- Invention in Two Parts(1956)
- Amor Flamenco (1954)
- Lobiana (1949)

### Filmzene
- 1955: The Naked Sea (d'Allen H. Miner)
- 1956: Good-bye, My Lady; (William A. Wellman)
- 1957: Day of the Dead (Steve Miner)
- 1957:  Wagon Train (TV)
- 1957: Escape from San Quentin (Fred F. Sears)
- 1958: Maracaibo (Cornel Wilde)
- 1959: Cry Tough (Paul Stanley)
- 1959: Johnny Ringo (TV)
- 1966: Cowboy
- 1968: The Magic Pear Tree
- 1971: Death Takes a Holiday (TV)